# Creation Records
Creation Records fue una compañía discográfica independiente británica entre los años 1983 y 1999. Fue fundada por el músico y productor Alan McGee, junto a Dick Green y Joe Foster. El nombre de la discográfica se debe a la banda de rock de los años 60s The Creation, de la cual McGee era un gran admirador.

## Bandas de rock
Durante la existencia de Creation muchas bandas de rock alternativo británico se unieron a sus listas, entre ellas:
| - Oasis - My Bloody Valentine - The Jesus and Mary Chain - Primal Scream - Super Furry Animals - Teenage Fanclub - Saint Etienne - The Boo Radleys - Slaughter Joe |  | - 3 Colours Red - Ultra Living - Ride - Heavy Stereo - Swervedriver - Slowdive - BMX Bandits - The Membranes - The House of Love - Hurricane #1 |  | - Adorable - Fluke - Felt - The Telescopes - 18 Wheeler - The Jazz Butcher - Momus - Moonshake - Silverfish - The Weather Prophets |

- Datos: Q1139341
- Multimedia: Creation Records / Q1139341